# Linse-slægten
Linse-slægten (Lens) er en lille slægt med ca. 4 arter, der er udbredt i Østafrika, Nordafrika, Melllemøsten, Cypern, Kaukasus, Centralasien og ned i Pakistan samt det sydøstlige og sydvestlige Europa. Det er Vikkeagtige, én- og flerårige urter med en opstigende til klatrende vækst. Stænglerne er glatte og bærer uligefinnede (eller ligefinnede, hvis de bærer slyngtråde) blade med ovale småblade og hele bladrande. Blomsterne er samlet i fåtallige, akselstillede stande. De enkelte blomster er uregelmæssige og slanke med kvide til lyst violette kroner. Frugterne er bælge med nogle få, linseformede (!) frø. Her beskrives kun den ene art, hvis frø sælges som madvarer i Danmark.
| Beskrevne arter |

- Ægte Linse (Lens culinaris)

| Andre arter |

- Lens ervoides
- Lens lamottei
- Lens nigricans